# Mitgliedstaat
Ein Mitgliedstaat (seltener Mitgliedsstaat; englisch member state) ist ein Staat, der Mitglied in einer internationalen oder supranationalen Organisation, einem Bündnis, einer Föderation oder einem Staatenbund ist.

## Allgemeines
Trotz der Mitgliedschaft verliert der Staat nicht seine Souveränität. Ein Mitgliedstaat verpflichtet sich jedoch, die Statuten der Mitgliedschaft einzuhalten. Die einzelnen Mitgliedstaaten behalten stets ihre Völkerrechtssubjektivität, da ihre Beziehungen weiterhin durch Völkerrecht geregelt sind. Zum Mitglied wird ein Staat durch Teilnahme an den Gründungsverhandlungen zu einem völkerrechtlichen Vertrag und dessen Unterzeichnung sowie der Ratifikation im nationalen Parlament. Später hinzu kommende Staaten können durch Beitritt (Akzession) zu Mitgliedstaaten werden. Der Beitritt wird heute durch einseitige Erklärung des Beitretenden ohne Ratifikation bewirkt. Er ist als einseitiger Rechtsakt des beitrittswilligen Staates einzuordnen.

## EU-Mitgliedstaat
Normadressaten des EU-Rechts (primäres Gemeinschaftsrecht wie der AEUV, sekundäres wie EU-Verordnungen, EU-Richtlinien) sind die EU-Mitgliedstaaten und Einzelpersonen. Während EU-Verordnungen ohne weiteren Umsetzungsakt in den Mitgliedstaaten unmittelbar anwendbar sind (englisch self-executing), verpflichten EU-Richtlinien die Mitgliedstaaten, den vorgegebenen Rahmen in nationale Gesetze zu transformieren (englisch non-self-executing). Stellt der Europäische Gerichtshof (EuGH) fest, dass ein Mitgliedstaat gegen EU-Recht verstoßen hat, so hat der Staat die sich hieraus ergebenden Maßnahmen zu ergreifen. Dabei taucht die Rechtsfrage auf, wie mit kollidierenden Verträgen oder Abkommen der Mitgliedstaaten mit Drittstaaten zu verfahren ist. Der EuGH hat mit den Rechtsfiguren des Ipso-facto-Verzichts und der Substitution die These vertreten, dass die Mitgliedstaaten mit ihrem Beitritt zur EU auf Rechte aus Altverträgen verzichten.

## UN-Mitgliedstaaten
Das Beitrittsverfahren für künftige UN-Mitgliedstaaten ist in Kapitel II Art. 4 der Charta der Vereinten Nationen geregelt. Voraussetzung ist danach eine Empfehlung durch den Sicherheitsrat der Vereinten Nationen. Anschließend kann ihn die Generalversammlung der Vereinten Nationen per Beschluss aufnehmen.

## Deutschland
Beispielsweise ist Deutschland eine Vertragspartei der Europäischen Union und damit deren Mitgliedstaat. Daneben ist Deutschland auch Mitglied in anderen Organisationen und Bündnissen wie zum Beispiel der NATO, der OECD, der OSZE, der WTO und der Vereinten Nationen (UNO) und dort entsprechend auch stimmberechtigter Mitgliedstaat.